# Golf Club Champions League
Die AGCFF Golf Club Champions League., bis 2015 auch bekannt unter der Bezeichnung Gulf Cup for Clubs bzw. GCC Champions League, ist ein mit Unterbrechungen seit 1982 jährlich ausgetragener und aktuell unter Obhut der Arab Gulf Cup Football Federation (AGCFF) stattfindender Fußballwettbewerb für Vereinsmannschaften der sechs arabischen Mitglieder des Gulf Cooperation Council (GCC) – Bahrain, Katar, Kuwait, Oman, Saudi-Arabien, Vereinigte Arabische Emirate sowie des Iraks und Jemens.
Teilnahmeberechtigt sind aktuell die nach den bereits für die anderen asiatischen Wettbewerbe qualifizierten Mannschaften platzierten Teams der jeweiligen nationalen Ligen. Meist wurde in einer einfachen Ligarunde, zuletzt in Turnierform mit Gruppen- und K.-o.-Phase gespielt. Bis zur Einführung der AFC Champions League diente der Wettbewerb auch regelmäßig als Qualifikation für deren Vorläufer, den Asienpokal der Landesmeister bzw. dem Arab Club Champions Cup. Verbunden mit einem festen Kontingent an Startplätzen für die AFC Champions League auch für einige der beteiligten Golfstaaten, nahm die Bedeutung des Wettbewerbs jedoch stark ab, so dass zuletzt nicht mehr alle bestplatzierten Teams der beteiligten Länder starteten. Nachdem eine Austragung in den Jahren 2016 und 2017 gänzlich gescheitert war, wurde der Wettbewerb vorübergehend eingestellt. Die GCC Champions League war das Pendant auf Klubebene zum Golfpokal für Nationalmannschaften, allerdings ohne Teilnehmer aus Irak und dem Jemen.

## Die Endspiele und Sieger
| Jahr                                          | Finalpaarung        | Finalpaarung               | Finalpaarung     |
| Jahr                                          | Sieger              | Ergebnisse                 | Finalist         |
| --------------------------------------------- | ------------------- | -------------------------- | ---------------- |
| 1982                                          | al-Arabi            | Ligasystem                 | al-Riffa SC      |
| 1983                                          | al-Ettifaq          | Ligasystem                 | al-Arabi         |
| 1984 nicht ausgetragen                        |                     |                            |                  |
| 1985                                          | al-Ahli             | 2:1                        | al-Arabi         |
| 1986                                          | al-Hilal            | Ligasystem                 | al-Arabi         |
| 1987                                          | Kazma SC            | Ligasystem                 | al-Hilal         |
| 1988                                          | al-Ettifaq          | Ligasystem                 | Kazma SC         |
| 1989                                          | Fanja SC            | 1:1, 4:2 i. E.             | Muharraq Club    |
| 1990 nicht ausgetragen                        |                     |                            |                  |
| 1991                                          | al-Sadd Sports Club | Ligasystem                 | Sharjah FC       |
| 1992                                          | al Shabab           | Ligasystem                 | al-Hilal         |
| 1993                                          | al-Shabab           | Ligasystem                 | al Shabab        |
| 1994                                          | al-Shabab           | Ligasystem                 | al-Arabi         |
| 1995                                          | Kazma SC            | Ligasystem                 | al-Riffa SC      |
| 1996                                          | al-Nassr FC         | Ligasystem                 | Dhofar SCSC      |
| 1997                                          | al-Nassr FC         | 1:0 (Play-Off)             | Kazma SC         |
| 1998                                          | al-Hilal            | Ligasystem                 | al-Riffa SC      |
| 1999                                          | Ittihad FC          | Ligasystem                 | al Salmiya Club  |
| 2000                                          | al Qadsia Kuwait    | Ligasystem                 | al-Hilal         |
| 2001                                          | al Ain Club         | Ligasystem                 | Ittihad FC       |
| 2002                                          | al-Ahli             | Ligasystem                 | Muharraq Club    |
| 2003                                          | al-Arabi            | Ligasystem                 | Muharraq Club    |
| 2004 nicht ausgetragen                        |                     |                            |                  |
| 2005                                          | al Qadsia Kuwait    | Ligasystem                 | al-Wasl          |
| 2006                                          | Al-Ettifaq          | 1:0 / 1:1                  | al Qadsia Kuwait |
| 2007                                          | al-Jazira           | 0:2 / 3:1 n. V., 7:6 i. E. | al-Ettifaq       |
| 2008                                          | al-Ahli             | 1:0 / 2:0                  | al-Nassr FC      |
| 2009/10                                       | al-Wasl             | 2:2 / 1:1 (a)              | Qatar SC         |
| 2011                                          | al Shabab           | 2:3 / 2:0                  | al-Ahli Dubai    |
| 2012                                          | Muharraq Club       | 1:3 / 3:1 n. V., 5:4 i. E. | al-Wasl          |
| 2013                                          | Baniyas SC          | 1:1 / 2:0                  | al-Khor SC       |
| 2014                                          | al-Nasr Sports Club | 2:1                        | Saham Club       |
| 2015                                          | al-Shabab           | 1:1 n. V., 4:3 i. E.       | al-Seeb Club     |
| 2016 bis 2023 nicht ausgetragen bzw. abgesagt |                     |                            |                  |
| Golf Club Champions League                    |                     |                            |                  |
| 2024/25                                       | Duhok SC            | 0:0 / 2:1                  | al Qadsia Kuwait |

### Ranglisten
| Rang | Klub                | Titel | Jahr(e)          |
| ---- | ------------------- | ----- | ---------------- |
| 1    | al-Ahli             | 3     | 1985, 2002, 2008 |
|      | al-Ettifaq          | 3     | 1983, 1988, 2006 |
|      | al Shabab           | 3     | 1992, 2011, 2015 |
| 4    | al-Hilal            | 2     | 1986, 1998       |
|      | al-Nassr FC         | 2     | 1996, 1997       |
|      | al-Arabi            | 2     | 1982, 2003       |
|      | Al Qadsia Kuwait    | 2     | 2000, 2005       |
|      | al-Shabab           | 2     | 1993, 1994       |
|      | Kazma SC            | 2     | 1987, 1995       |
| 10   | Fanja SC            | 1     | 1989             |
|      | al-Sadd Sports Club | 1     | 1991             |
|      | al Ain Club         | 1     | 2001             |
|      | Ittihad FC          | 1     | 1999             |
|      | al-Jazira Club      | 1     | 2007             |
|      | al-Wasl             | 1     | 2010             |
|      | Muharraq Club       | 1     | 2012             |
|      | Baniyas SC          | 1     | 2013             |
|      | al-Nasr Sports Club | 1     | 2014             |
|      | Duhok SC            | 1     | 2025             |

| Rang | Land          | Titel |
| ---- | ------------- | ----- |
| 1    | Saudi-Arabien | 13    |
| 2    | VA Emirate    | 8     |
| 3    | Kuwait        | 6     |
| 4    | Oman          | 1     |
|      | Katar         | 1     |
|      | Bahrain       | 1     |
|      | Irak          | 1     |